# Ммоно, Кабело
Кабело Ммоно (англ. Kabelo Mmono; род. 4 февраля 1980) — ботсванский легкоатлет, специалист по прыжкам в высоту. Выступал за сборную Ботсваны по лёгкой атлетике в период 1998—2006 годов, чемпион Всеафриканских игр, чемпион Африки, рекордсмен страны, участник ряда крупных международных соревнований.

## Биография
Кабело Ммоно родился 4 февраля 1980 года в поселении Хеброн Южного округа Ботсваны. Стал вторым ребёнком в семье, имеет двоих братьев и двоих сестёр.
По окончании старшей школы уехал учиться на бухгалтера в Уэльс, проходил подготовку в Кардиффе в местном одноимённом легкоатлетическом клубе.
Впервые заявил о себе в лёгкой атлетике в 1996 году, выиграв чемпионат Ботсваны в прыжках в высоту.
В 1998 году вошёл в состав ботсванской национальной сборной и выступил на чемпионате мира среди юниоров в Анси, где в прыжках в высоту не смог пройти дальше предварительного квалификационного этапа.
В 1999 году одержал победу на юниорском чемпионате Африки в Тунисе, показав результат 2,05 метра.
На взрослом африканском первенстве 2002 года в Радесе стал серебряным призёром, уступив только представителю Алжира Абдеррахману Хаммаду.
В 2003 году с результатом 2,15 метра выиграл Всеафриканские игры в Абудже.
На чемпионате Африки 2004 года в Браззавиле так же был лучшим, прыгнув на 2,17 метра.
В июне 2005 года на соревнованиях в Найроби установил национальный рекорд Ботсваны в прыжках в высоту, показав результат 2,20 метра. Рекорд был превзойдён в 2006 году Кабело Кгосимангом.
Планировал выступить на африканском первенстве 2006 года в Ривьер-Нуар, но в конечном счёте вынужден был отказаться от участия в этих соревнованиях из-за травмы ноги.
Впоследствии работал бухгалтером в Федерации лёгкой атлетики Ботсваны.